# Голубовский сельский совет (Лебединский район)
Голубовский сельский совет (укр. Голубівська сільська рада) — входит в состав
Лебединского района
Сумской области
Украины.
Административный центр сельского совета находится в 
с. Голубовка
.

## Населённые пункты совета
- с. Голубовка
- с. Грамино
- с. Деркачи
- с. Коломийцы
- с. Маньки
- с. Серобабино
- с. Федорки
- с. Филоновщина

## Ликвидированные населённые пункты совета
- с. Шияны